# André Luguet
Pour les articles homonymes, voir Luguet.
André Luguet, né le 15 mai 1892 à Fontenay-sous-Bois (Seine) et mort le 24 mai 1979 à Cannes (Alpes-Maritimes), est un acteur, réalisateur et scénariste français.

## Biographie

### Jeunesse et études
André Luguet naît le 15 mai 1892 à Fontenay-sous-Bois (Seine). C'est un enfant de la balle. Fils de Maurice Allioux-Luguet dit Maurice Luguet (1857-1934), directeur de l'Alhambra de Bruxelles, et de la comédienne Albertine Augustine Lainé (1865-1901), pensionnaire de la Comédie-Française, il a très tôt, lui aussi, la vocation du métier d'acteur. Il fait ses études en France et en Grande-Bretagne. Parlant couramment l'anglais, il débute dans un théâtre londonien et poursuit sa formation au Conservatoire de Paris.
Incorporé au sein du 131e régiment d'infanterie pour son service militaire en octobre 1913, il est classé dans le service auxiliaire pour raison médicale. Obtenant d'être déclaré bon pour le service armé sur sa demande, il part aux armées le 19 septembre 1914. Il ne combat au front que onze jours. Durant ce très court laps de temps, Luguet est successivement promu caporal puis sergent, et finalement blessé d'un balle à la main gauche le 30 septembre 1914 au Four de Paris. Après sa guérison, il est détaché au 1er groupe d'aviation à l'école d'aviation de Buc. Il est promu adjudant en mars 1916. Initialement versé dans l'aviation en qualité de conducteur automobile, il suit une formation de pilote sur la base aérienne de Châteauroux avant d'être affecté à l'escadrille C61 volant sur Caudron G.6 en juillet 1916. Il est ensuite transféré au sein de la 1ère compagnie d'ouvriers d'aviation en octobre 1917. Il est finalement démobilisé le 9 août 1919.

### Carrière artistique

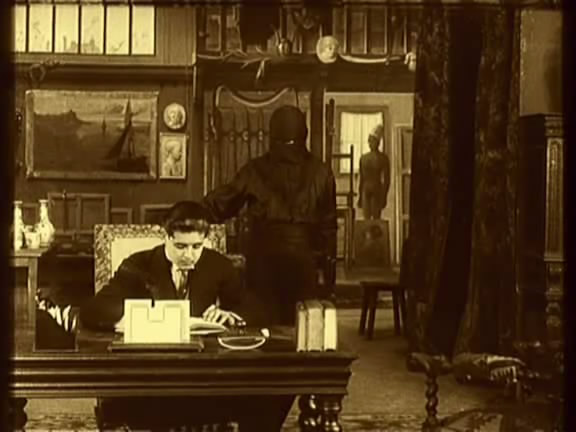
André Luguet dans Le Mort qui tue (1913) de Louis Feuillade.

La carrière cinématographique d'André Luguet commence dès 1909 : il apparaît dans des films de Léonce Perret (L'Âme du violon) ou de Louis Feuillade (série des Fantômas). Il se spécialise dans des rôles de jeune premier plein d'humour et de désinvolture. Son charme lui vaut d'être repéré par les studios hollywoodiens. Côté théâtre, il intègre à son tour la Comédie-Française en 1925, dont il devient sociétaire de 1927. Mais s'accommodant mal avec le fonctionnement de l'institution, il démisionne en 1929 pour créer L'Ennemie d'André-Paul Antoine au théâtre Antoine.
Jacques Feyder le dirige en 1930 dans Le Spectre vert et en 1931 dans son premier film parlant, Si l'empereur savait ça. André Luguet tourne à un rythme soutenu, tantôt à la MGM, tantôt à la Warner Bros., dans des productions américaines ou des remakes adaptés par des Européens tels Buster se marie, co-réalisé par Claude Autant-Lara, ou Quand on est belle d'Arthur Robison.
De retour en France, il campe de nombreux personnages dans la tradition du théâtre de boulevard qui lui assurent un statut de vedette, jouant notamment dans Bourrachon de René Guissart en 1935 et Les Amants terribles de Marc Allégret en 1936
Sous l'Occupation, André Luguet interprète des personnages de séducteur aux tempes grisonnantes (Le Mariage de chiffon de Claude Autant-Lara en 1941). Après la Seconde Guerre mondiale, il se trouve relégué au second plan ; son style anglais le conduit néanmoins à incarner le major Thompson, personnage imaginé par Pierre Daninos, en 1955.
Cantonné à la fin de sa carrière dans des rôles de « vieux beaux », comme dans Une Parisienne (1957) de Michel Boisrond, Les Racines du ciel (1958) de John Huston et Sacrée Jeunesse (1958) d'André Berthomieu, il trouve au théâtre des rôles à sa mesure, notamment avec André Roussin dans Les Œufs de l'autruche, Lorsque l'enfant paraît et On ne sait jamais. Il est également l'auteur de quelques pièces.
André Luguet prend sa retraite dans les années 1970. Sa dernière apparition a lieu dans Les Rois maudits (1972), feuilleton télévisé de Claude Barma. Il s'installe sur la Côte d'Azur où il meurt le 24 mai 1979, à 87 ans. Il est inhumé à Cagnes-sur-Mer au cimetière ancien.

### Vie privée
André Luguet épouse le 18 juin 1920 à Paris 3e Yvette-Renée Hénin (1895-1944), avec laquelle il a deux enfants : Rosine (1921-1981), également actrice, et Pierre (1923-1971).
Veuf, il épouse en secondes noces Yvonne-Maxime Karsenty le 30 novembre 1945 à Parmain (Seine-et-Oise).

## Théâtre

### Comédie-Française
Entrée à la Comédie-Française en 1925 ; nommé 373e sociétaire en 1927 ; démission en 1929.
- 1925 : La Nuit des amants de Maurice Rostand
- 1925 : Robert et Marianne de Paul Géraldy
- 1926 : Le Cœur partagé de Lucien Besnard
- 1928 : Le Métier d'amant d'Edmond Sée

### Hors Comédie-Française
- 1919 : Souris d'hôtel de Marcel Gerbidon, théâtre Femina
- 1920 : Une faible femme de Jacques Deval, théâtre Femina
- 1921 : La Tendresse d'Henry Bataille, théâtre du Vaudeville
- 1922 : La Belle Angevine de Maurice Donnay et André Rivoire, théâtre des Variétés
- 1922 : L'Homme du soir de Rip, théâtre des Capucines
- 1922 : Simone est comme ça d'Yves Mirande et Alex Madis, théâtre des Capucines
- 1923 : Les Vignes du Seigneur de Robert de Flers et Francis de Croisset, théâtre du Gymnase
- 1923 : Madame, opérette d'Albert Willemetz, musique de Henri Christiné, théâtre Daunou
- 1924 : Si je voulais… de Paul Géraldy et Robert Spitzer, théâtre du Gymnase
- 1929 : L'Ennemie d'André-Paul Antoine, mise en scène René Rocher, théâtre Antoine
- 1932 : Trois et une de Denys Amiel, mise en scène Jacques Baumer, théâtre Saint-Georges
- 1934 : L'École des contribuables de Louis Verneuil et Georges Berr, théâtre Marigny
- 1934 : Les Amants terribles de Noël Coward, mise en scène Jean Wall, théâtre Michel
- 1935 : Quand jouons-nous la comédie ? de Sacha Guitry, théâtre de Paris
- 1936 : Trois...Six...Neuf... de Michel Duran, mise en scène Jean Wall, théâtre Michel
- 1936 : Le Pélican ou Une étrange famille de Francis de Croisset d'après Somerset Maugham, théâtre des Ambassadeurs
- 1939 : Entre nous revue de Rip, théâtre des Nouveautés
- 1939 : Histoire de rire d'Armand Salacrou, théâtre de la Madeleine
- 1941 : Échec à Don Juan de Claude-André Puget, mise en scène Alice Cocéa, théâtre des Ambassadeurs
- 1945 : La Patronne d'André Luguet, théâtre des Nouveautés puis théâtre des Célestins en 1947
- 1948 : Les Mains sales de Jean-Paul Sartre, mise en scène Pierre Valde, théâtre Antoine puis théâtre des Célestins en 1949
- 1950 : Les Œufs de l'autruche d’André Roussin, mise en scène Pierre Fresnay, théâtre des Célestins
- 1950 : La mariée est trop belle de Michel Duran, mise en scène de l'auteur, théâtre Saint-Georges
- 1951 : La Seconde de Colette, mise en scène Jean Wall, théâtre de la Madeleine
- 1951 : Lorsque l'enfant paraît d’André Roussin, mise en scène Louis Ducreux, théâtre de l’Île-de-France puis théâtre des Nouveautés
- 1954 : L'homme qui était venu pour dîner d'après George S. Kaufman et Moss Hart, mise en scène Fernand Ledoux, théâtre Antoine
- 1954 : La main passe de Georges Feydeau, mise en scène Jean Meyer, théâtre Antoine
- 1955 : Affaire vous concernant de Jean-Pierre Conty, mise en scène Pierre Valde, théâtre des Célestins
- 1956 : Le Miroir d'Armand Salacrou, mise en scène Henri Rollan, théâtre des Ambassadeurs
- 1957 : L'École des cocottes de Paul Armont et Marcel Gerbidon, mise en scène Jacques Charon, théâtre des Célestins
- 1959 : Mon père avait raison de Sacha Guitry, mise en scène André Roussin, théâtre de la Madeleine
- 1959 : La Collection Dressen de Harry Kurnitz, adaptation Marc-Gilbert Sauvajon, mise en scène Jean Wall, théâtre de la Madeleine puis théâtre des Célestins en 1960
- 1961 : La Saint-Honoré de Robert Nahmias, mise en scène Guy Lauzin, théâtre des Nouveautés
- 1962 : Mic-mac de Jean Meyer, mise en scène de l'auteur, théâtre du Palais-Royal puis théâtre Daunou
- 1964 : Comment réussir dans les affaires sans vraiment se fatiguer d'après Frank Loesser et Abe Burrows, mise en scène Pierre Mondy, théâtre de Paris
- 1965 : Lorsque l'enfant paraît d'André Roussin, mise en scène de l'auteur, théâtre des Célestins puis théâtre Saint-Georges en 1967
- 1970 : On ne sait jamais d'André Roussin, mise en scène de l'auteur, théâtre des Célestins

## Filmographie

### Cinéma

#### Période muette
- 1909 : La Fille du contrebandier de Georges Le Faure
- 1911 : L'Âme du violon de Léonce Perret
- 1911 : On ne joue pas avec le cœur de Léonce Perret : Pierre Morin
- 1911 : La Fille du margrave de Léonce Perret
- 1911 : Comment on les garde de Léonce Perret : Lède
- 1911 : Comment on les prend de Léonce Perret : Georges Desclos
- 1911 : Irma et le Cor
- 1911 : Les Béquilles de Léonce Perret : l'acteur
- 1911 : La Demoiselle du notaire de Louis Feuillade
- 1911 : Le Mariage de Zanetto de Léonce Perret : Zanetto
- 1912 : Les Blouses blanches de Léonce Perret
- 1912 : La Chrysalide
- 1912 : La Faute de Madame Pinchard
- 1912 : Sérénade méritée
- 1912 : Stratagème
- 1912 : Les Surprises de l'amour
- 1912 : Le Délire de la belle maman
- 1912 : La Gloire et la douleur de Ludwig van Beethoven de Georges-André Lacroix
- 1912 : La Perle égarée de Henri Fescourt
- 1912 : La Conversion d'Irma de Louis Feuillade
- 1912 : Androclès de Louis Feuillade
- 1912 : L'Espalier de la marquise de Léonce Perret
- 1912 : Les Cloches de Pâques de Louis Feuillade : Sandrino Riccardi
- 1912 : Jeune fille moderne de Louis Feuillade
- 1912 : La Leçon d'amour de Louis Feuillade
- 1912 : Marquisette et Troubadour de Léonce Perret
- 1912 : Nanine, femme d'artiste de Léonce Perret
- 1912 : Notre premier amour de Léonce Perret
- 1913 : Bagnes d'enfants de Émile Chautard
- 1913 : Le Ménestrel de la reine Anne de Louis Feuillade
- 1913 : La Robe blanche de Louis Feuillade : le fils
- 1913 : Fantomas : À l'ombre de la guillotine de Louis Feuillade - épisode du ciné-roman Fantômas
- 1913 : Juve contre Fantômas de Louis Feuillade - épisode du ciné-roman Fantômas
- 1913 : Le Mort qui tue de Louis Feuillade, épisode du ciné-roman Fantômas : Jacques Dollon
- 1913 : Le Coup de foudre
- 1913 : Léonce à la campagne de Léonce Perret : un invité
- 1913 : Léonce et Toto de Léonce Perret : le promeneur
- 1914 : Peine d'amour de Henri Fescourt
- 1914 : Manon de Montmartre de Louis Feuillade
- 1914 : Fantômas contre Fantômas de Louis Feuillade - épisode du ciné-roman Fantômas
- 1914 : Le Faux Magistrat de Louis Feuillade - épisode du ciné-roman Fantômas
- 1915 : France d'abord de Henri Pouctal
- 1917 : Les Vieilles Femmes de l'hospice de Jacques Feyder
- 1920 : Les Cinq Gentlemen maudits de Luitz-Morat : Le Guérantec
- 1921 : Le Talion de Charles Maudru
- 1921 : L'Empereur des pauvres de René Leprince
- 1922 : L'Écran brisé de René d'Auchy
- 1923 : Soirée mondaine de Pierre Colombier : Gaëtan de Bernières
- 1923 : Métamorphose de Tony Lekain[6]
- 1923 : Le Fils prodige de Tony Lekain[6]
- 1923 : On demande un mannequin de Tony Lekain[6]
- 1926 : Pour régner de André Luguet
- 1927 : La Revue des revues de Alex Nalpas et Joe Francis : Georges Barsac
- 1929 : La Voix de sa maîtresse de Roger Goupillières (court métrage)

#### Années 1930
- 1930 : Le Spectre vert de Jacques Feyder : Lord Montague
- 1930 : Si l'empereur savait ça de Jacques Feyder : le capitaine Kovacs
- 1930 : Le Père célibataire d'Arthur Robison
- 1930 : Monsieur le Fox d'André Luguet et Hal Roach : Louis Le Boy
- 1931 : Buster se marie d'Edward Brophy et Claude Autant-Lara
- 1931 : Cœur de lilas d'Anatole Litvak : l'inspecteur André Lucot
- 1931 : Quand on est belle d'Arthur Robison : M. Broekton, le patron
- 1931 : L'Amour à l'américaine de Claude Heymann : Gilbert Latour
- 1931 : Le Génie fou (The Mad Genius) de Michael Curtiz : le comte Robert Renaud
- 1931 : Gloria d'Yvan Noé et Hans Behrendt : Pierre Latour, l'aviateur
- 1932 : Le Bluffeur d'André Luguet et Henry Blanke : Gar Evans - également scénariste et dialoguiste
- 1932 : Jewel Robbery de William Dieterle : le comte André
- 1932 : L'Homme qui jouait à être Dieu (The Man who played God) de John G. Adolfi
- 1932 : Jenny Lind d'Arthur Robison : Paul Brandt
- 1932 : Love Is a Racket de William A. Wellman : Max Boncour
- 1932 : La Poule de René Guissart : Frédéric Chapuis
- 1932 : Une faible femme de Max de Vaucorbeil : Henri Fournier
- 1933 : Matricule 33 de Karl Anton : André Cartaud / François Villard
- 1933 : Il était une fois de Léonce Perret : Patrick
- 1934 : Le Monde où l'on s'ennuie de Jean de Marguenat : Roger de Cérau
- 1934 : Le Rosaire de Gaston Ravel et Tony Lekain : Gérard Delaval
- 1934 : Jeanne de Georges Marret : André Savignolli
- 1935 : Bourrachon de René Guissart
- 1935 : Samson de Maurice Tourneur : Jérôme « Jessie » Le Govain
- 1936 : Les Amants terribles de Marc Allégret : Daniel Fournier
- 1936 : À nous deux, madame la vie d'Yves Mirande et René Guissart : Jean
- 1937 : L'Escadrille de la chance de Max de Vaucorbeil : Harry
- 1937 : La Dame de pique de Fedor Ozep : Iretski
- 1937 : Êtes-vous jalouse ? de Henri Chomette : Lucien Moreuil
- 1938 : Alexis gentleman chauffeur de Max de Vaucorbeil : Alexis de Saint-Grisol - également scénariste et dialoguiste
- 1938 : La Vie des artistes de Bernard Roland
- 1938 : L'Avion de minuit de Dimitri Kirsanoff
- 1939 : Tempête de Dominique Bernard-Deschamps : Pierre Desmarets
- 1939 : Battement de cœur d'Henri Decoin : le comte d'Argay, l'ambassadeur
- 1939 : Jeunes Filles en détresse de Georg Wilhelm Pabst : maître Jacques Presles

#### Années 1940
- 1940 : Le Collier de chanvre de Léon Mathot : Anthony Gethryn
- 1941 : Boléro de Jean Boyer : Rémi
- 1941 : Le Mariage de Chiffon de Claude Autant-Lara : le duc d'Aubières
- 1941 : Le Dernier des six de Georges Lacombe : Santerre
- 1942 : Mademoiselle Béatrice de Max de Vaucorbeil : Hubert de Sainte-Croix
- 1942 : L'Inévitable Monsieur Dubois de Pierre Billon : Claude Orly
- 1942 : Signé illisible de Christian Chamborant : Carlier
- 1942 : L'Honorable Catherine de Marcel L'Herbier : Pierre Morland
- 1942 : La Femme que j'ai le plus aimée de Robert Vernay : l'avocat
- 1943 : L'Homme qui vendit son âme de Jean-Paul Paulin : Martial
- 1943 : Arlette et l'Amour de Robert Vernay : le comte Raoul de Tremblay-Matour
- 1944 : Mademoiselle X de Pierre Billon : Dominique Sigard
- 1944 : Farandole de André Zwobada : le banquier
- 1944 : Florence est folle de Georges Lacombe : Jérôme Benoîst
- 1946 : Au petit bonheur  de Marcel L'Herbier : Alain Plessis
- 1946 : Six heures à perdre de Alex Joffé : le voyageur et le président Léopold de Witt
- 1947 : Une jeune fille savait de Maurice Lehmann : Bernard Levaison
- 1947 : L'aventure commence demain de Richard Pottier : M. Bentley et Maxime Delcroix
- 1948 : Bonheur en location de Jean Wall : Gérard de Saint-Aignan
- 1948 : Tous les deux de Louis Cuny : Jean Defert
- 1949 : La Patronne de Robert Dhéry

#### Années 1950
- 1951 : Nous irons à Monte-Carlo de Jean Boyer : M. Chatenay-Maillard
- 1951 : We Go to Monte-Carlo ou Monte Carlo Baby (version anglaise du film précédent)
- 1953 : Le Père de Mademoiselle de Marcel L'Herbier et Robert-Paul Dagan : M. Marinier
- 1953 : Les Amoureux de Marianne de Jean Stelli : M. Duboutois
- 1954 : Madame du Barry de Christian-Jaque : le roi Louis XV
- 1954 : Les Deux Orphelines (Le due orfanelle) de Giacomo Gentilomo : le comte de Lignières
- 1955 : Les Carnets du major Thompson de Preston Sturges : M. Fusilklard
- 1956 : Lorsque l'enfant paraît de Michel Boisrond : Charles Fouquet
- 1956 : C'est arrivé à Aden de Michel Boisrond : le Gouverneur
- 1957 : Mimi Pinson de Robert Darène : M. Stevenson
- 1957 : Méfiez-vous fillettes d'Yves Allégret : Spade
- 1957 : Une Parisienne de Michel Boisrond : Alcide Laurier
- 1958 : Faibles Femmes de Michel Boisrond : M. Ferral, le père de Julien
- 1958 : Sacrée Jeunesse d'André Berthomieu : Thomas Longué
- 1958 : Les Racines du ciel (The Roots of Heaven) de John Huston : le gouverneur
- 1959 : Suspense au Deuxième Bureau de Christian de Saint-Maurice : le chef du Deuxième Bureau

#### Années 1960
- 1960 : Comment qu'elle est ? de Bernard Borderie
- 1960 : Callaghan remet ça de Willy Rozier
- 1961 : Paris Blues de Martin Ritt : René Bernard
- 1962 : Le Grand Duc et l'Héritière (Love Is a Ball) de David Swift : Maurice Zoltan
- 1963 : Une ravissante idiote d'Édouard Molinaro : Sir Réginald Dumfrey
- 1964 : Un monsieur de compagnie de Philippe de Broca : le grand-père
- 1964 : Comment épouser un premier ministre de Michel Boisrond : le premier ministre
- 1964 : L'Enfer d'Henri-Georges Clouzot (inachevé) : Duhamel
- 1965 : Pleins feux sur Stanislas de Jean-Charles Dudrumet : le colonel de Sailly
- 1966 : La Seconde Vérité de Christian-Jaque :  l'avocat agressif
- 1968 : La Prisonnière d'Henri-Georges Clouzot - apparition
- 1969 : La Maison de campagne de Jean Girault : le baron de Bocquigny

### Télévision
- 1961 : L'Alibi d'Albi de Jean Vernier
- 1962 : Les Célibataires de Jean Prat
- 1967 : Le Jeu de l'amour et du hasard de Marivaux, réalisation Marcel Bluwal : M. Orgon
- 1967 : Au théâtre ce soir : Lorsque l'enfant paraît d'André Roussin, mise en scène de l'auteur, réalisation Pierre Sabbagh, théâtre Marigny
- 1968 : Cinq jours d'automne de Pierre Badel
- 1970 : Le Lys dans la vallée de Marcel Cravenne
- 1970 : Ne vous fâchez pas, Imogène ! de Lazare Iglésis
- 1971 : Au théâtre ce soir : La Collection Dressen de Harry Kurnitz, adaptation Marc-Gilbert Sauvajon, mise en scène Jacques-Henri Duval, réalisation Pierre Sabbagh, théâtre Marigny
- 1971 : Robert Macaire, téléfilm de Pierre Bureau : le baron
- 1972 : Les Rois maudits, feuilleton de Claude Barma : Hugues de Bouville